# Дитрих, Давид
Давид Натаниель Фридрих Дитрих (нем. David Nathaniel Friedrich Dietrich; 1799—1888) — немецкий ботаник.

## Биография
Давид Натаниель Фридрих Дитрих родился в 1799 году (по другим данным — в 1800 году) в районе Цигенхайн (ныне — часть города Швальмштадт). Учился в Йенском университете, с 1828 года работал в местном ботаническом саду. В 1836 году Дитриху была присвоена степень кандидата по ботанике. Затем Дитрих стал куратором гербария Йенского университета под руководством Э. Шталя. Давид Дитрих издал несколько важных работ, посвящённых флоре Германии. Среди них Flora medica, в которой собраны иллюстрации лекарственных растений, Flora universalis, являющаяся собранием 4760 рисунков в 15 томах и Lichenographia germanica, в которой изданы иллюстрации лишайников. Давид Дитрих скончался 23 октября 1888 года в Йене.

## Некоторые работы
- Dietrich, D.N.F. (1826). Flora jenensis. 716 p.
- Dietrich, D.N.F. (1827). Filices jenenses. 798 p.
- Dietrich, D.N.F. (1828—1856). Flora universalis in colorierten Abbildungen. 4760 pl.
- Dietrich, D.N.F. (1829—1831). Flora medica. 18 Heft.
- Dietrich, D.N.F. (1833—1864). Deutschlands Flora. 5 vols.
- Dietrich, D.N.F. (1834—1837). Lichenographia germanica. 9 Heft.
- Dietrich, D.N.F. (1839—1852). Synopsis plantarum. 5 vols.